# Joop van der Reijden
Johannes Piet (Joop) van der Reijden (Leiden, 7 januari 1927 - Nieuwegein, 3 februari 2006) was een Nederlands politicus en bestuurder.

## Jeugd en opleiding
Van der Reijden werd geboren als zoon van de eigenaar van een wasserij. Na de hbs ging hij economie studeren aan de Nederlandse Economische Hogeschool (nu: Erasmus Universiteit Rotterdam), waar hij in 1954 afstudeerde. Hierna was hij onder andere werkzaam bij de overkoepelende organisatie voor ziekenfondsen, een organisatie voor de groothandel en het Verbond van Nederlandse Ondernemingen.
Naast werk en studie hield hij zich vooral bezig met waterpolo. Al als 24-jarige werd hij voorzitter van de Leidse Zwemclub. Jarenlang was hij actief als trainer.

## Politieke carrière
Van der Reijden was sinds de jaren '60 lid van de Christelijk-Historische Unie, een van de voorgangers van het CDA, en zat namens de CHU in de gemeenteraad van Oegstgeest.
In 1982 werd hij, tot zijn eigen verbazing, gevraagd zitting te nemen in het Kabinet-Lubbers I als staatssecretaris van Welzijn, Volksgezondheid en Cultuur, wat hij tot 1986 bleef.
Onder zijn bewind werd de financiering van de ziektekosten geherstructureerd. Zo voerde hij o.a. de "medicijnenknaak" in, een bijdrage van ƒ 2,50, die iedere ziekenfondsverzekerde per recept moest betalen. Belangrijker is echter zijn geslaagde hervorming van het ziektekostenverzekeringsbestel via de zogenaamde 'Kleine Stelselwijziging' uit 1986. Door het opheffen van de noodlijdende vrijwillige ziekenfondsverzekering en de bejaardenverzekering, het overhevelen van verzekerden naar de verplichte ziekenfondsverzekering en de particuliere ziektekostenverzekering en de introductie van de Standaardpakketpolis en de solidariteitsheffingen in de particuliere ziektekostenverzekering, heeft hij een van de meest ingrijpende wijzigingen in het zorgverzekeringsbestel van de twintigste eeuw op zijn naam staan. Ook maakte hij zich sterk voor de komst van de Olympische Spelen van 1992 naar Amsterdam, maar zonder succes.

## Na de landelijke politiek
Na afsluiting van zijn functie als staatssecretaris was Van der Reijden korte tijd interim-bestuurder van het Ziekenhuis Leyenburg in Den Haag. Op 1 januari 1987 werd Van der Reijden benoemd tot voorzitter van de NOS. In 1990 stapte hij over naar de publieke omroep Veronica. Hiervan was hij voorzitter van 1 oktober 1990 tot 6 juli 2001. Onder zijn leiding werd Veronica commercieel en sloot zich bij de Holland Media Groep aan, maar trok zich hier na onenigheid weer uit terug, waardoor zij enige tijd zonder televisiezender zat. Ook ging hij weer in de lokale politiek: hij werd opnieuw lid van de gemeenteraad van Oegstgeest, en van mei 1990 tot april 1993 was hij wethouder van financiën, sport, recreatie en economische zaken van deze gemeente.
Daarnaast bekleedde hij bestuursfuncties bij de VAM, Zilveren Kruis en de Leidse Sportstichting. Ook was hij interim-directeur van Feyenoord en waarnemend burgemeester van Valkenburg (Zuid-Holland). In 1989 was hij tijdelijk voorzitter van sportkoepel NOC*NSF, nadat zijn voorganger wegens een rel moest aftreden.